# Devín Slot
Devín Slot (slovakisk: hrad Devín eller Devínsky hrad, ungarsk: dévényi vár, tysk: Burg Theben) er et slot i Devín, der er en del af Bratislava, hovedstaden i Slovakiet.
Takket være sin strategiske position, klippen (højde 212 m) hvor Donau og Morava-floderne løber sammen var et ideelt sted for en fæstning. Dets ejer kontrollerede den vigtige handelsrute langs Donau samt en gren af Ravvejen. Dette er hvorfor stedet har været beboet siden stenalderen og befæstet siden bronzealderen og jernalderen. Senere byggede både kelterne og romerne stærke fæstninger her. I de romerske ruiner er den første kristne kirke nord for donau blevet identificeret.

## Eksterne links
- Wikimedia Commons har flere filer relateret til Devín Slot
- Kort beskrivelse af Devín slot Arkiveret 10. december 2007 hos  Wayback Machine
- Manglen på arkæologisk materiale Arkiveret 5. maj 2008 hos  Wayback Machine

48°10′25″N 16°58′42″Ø / 48.17361°N 16.97833°Ø